# امرأتان ورجل (فلم)

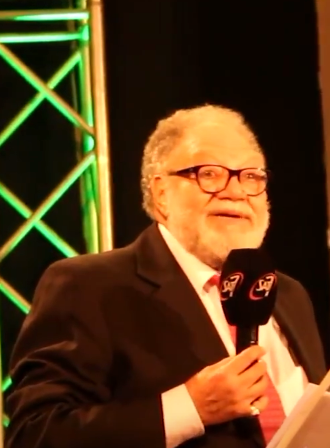
يحيى الفخراني في دور معتز زيزو

امرأتان ورجل: فيلم مصري من إنتاج سنة 1987.

## قصة الفيلم
تدور احداث القصة حول 4 شخصيات معتز وابنة خالته منى والأرملة سهام وطفلها الوحيد طارق. معتز شاب اعزب يخطب ود إمراة ارملة تُدعى سهام ويعجب بكل شيء بها وتنمو علاقة حميمة بين معتز والأرملة سهام وابنها ويشاء قدر الله في أحد الأيام بأن تُصاب سهام بمرض خطير جدا يهدد بحياتها فيقرر معتز الارتباط بها وبطفلها أكثر فيعرض عليها الزواج رغم ان ابنة عمه منى تريده وتنوي الزواج منه مستقبلا إلا أنه يتزوج من سهام بعد موافقتها وحب ابنها الشديد له وتُصدم منى بشدة لسماعها ذلك الخبر ومع مرور أيام على زواجهم حتى يشتد المرض (سرطاني يُسبّب اوجاع شديدة جدا في الرأس لا علاج له) على سهام بعنف وقسوة مريرة ومقاومة جسمها له تصبح ضعيفة وتشرف على الموت وتدري ان طفلها الوحيد طارق لا أحد له سواها في الدنيا فتوصي زوجها معتز به حتى تُفارق الحياة دون علم ابنها بذلك يتأثر معتز بوفاتها ويخفي عن ابنها طارق ذلك الخبر المأساوي ولكنه يعرف لاحقا ويبكي بشدة لفراق والدته له التي كانت التي تحبه وترعاه وحين يقرر معتز زواجه من ابنة عمه منى تجبره على أن يتخلى عن الطفل المسكين واليتيم طارق الذي كان برفقته ولم ترّحب به منى ابدا بل كانت تعامله بجفاء ولا تُعيره اهتمام يوافق معتز على طلب منى ومقابل ذلك توافق خالة طارق التي تقيم في الكويت رعايته ولكن وحين يحين موعد سفره ينسحب معتز ولا يتزوج من منى في اللحظة التي يتذكر كلمات سهام المؤثرة وابتسامتها الخلابة وطيبة قلبها يعود إلى طارق ويأخذه بحضنه ويعيشان معا بـحنان وتبقى ذكرى المرحومة الغالية سهام ضحية المرض السرطاني اللعين خالدة معهم إلى الأبد.

## روابط خارجية
- مقالات تستعمل روابط فنية بلا صلة مع ويكي بيانات